# Coelogyne nervosa
Coelogyne nervosa A.Rich., 1841 è una pianta della famiglia dell Orchidacee, originaria dell'Asia meridionale.

## Descrizione
È un'orchidea di medio-piccole dimensioni con crescita epifita. C. nervosa presenta pseudobulbi molto addensati, di forma ovoidale larga, decisamente angolati, che portano al loro apice 2 foglie di forma strettamente ellittica, ad apice acuto, a margini leggermente ondulati, con 9 nervature, dotate di picciolo.
La fioritura avviene in estate ed in autunno, mediante una infiorescenza aggettante dal centro di uno pseudobulbo di nuova formazione, eretta, lunga mediamente 15 centimetri, lassa, coperta da persistenti brattee floreali e portante da 7 a 12 fiori. Questi fioriscono contemporaneamente, sono gradevolmente profumati, grandi in media 5 centimetri e presentano sepali e petali di forma lanceolata ad apice acuto, di colore bianco, e il labello, anch'esso bianco, è colorato al suo interno di giallo-arancione variegato marroncino.

## Distribuzione e habitat
La specie è originaria dell'Asia, in particolare del sud-ovest dell'India e del Myanmar, dove cresce epifita su alberi di foreste pluviali di media ed alta quota, ad altitudini comprese tra i 1000 e i 2300 metri sul livello del mare.

## Coltivazione
Questa pianta necessita di non troppa luce e temperature miti durante tutto l'anno, nella stagione della fioritura occorre aumentare la temperatura e garantire buoni livelli di umidità.